# کارلوس مونسیویس
کارلوس مونسیویس (انگلیسی: Carlos Monsiváis; ۴ مهٔ ۱۹۳۸ – ۱۹ ژوئن ۲۰۱۰) نویسنده، منتقد، فعال سیاسی، روزنامه‌نگار، فیلم‌نامه‌نویس، و نویسنده اهل مکزیک بود.
هم نسل نویسندگان او عبارتند از: النا پونیاتوسکا)، خوزه امیولیو پاچکو و کارلوس فوئنتس.
مونسیویس بیش از ۳۳ جایزه، از جمله جایزه ۱۹۸۶ جورج کوستا (که به نام یک نویسنده دیگر در مورد او کتابی نوشته شده‌است)، جایزه مازاتلان ۱۹۸۹ و جایزه ۱۹۹۶ زاویر ویولورروتیا برنده شد.
مونسیویس به عنوان یک اندیشمند پیشرو در زمان خود، مکتب معاصر مکزیک، ارزش‌ها، مبارزات طبقاتی و دگرگونی اجتماعی) را در مقالات، کتاب‌ها و مقالات خود ثبت کرده‌است.

## سنین جوانی و تحصیل
او با نام کارلوس مونسیویس اکویس در ۴ مه ۱۹۳۸ در مکزیکو سیتی متولد شد. در اقتصاد و فلسفه در دانشگاه ملی مؤسسهٔ مکزیک (UNAM) تحصیل کرد. در زمانی که دانش آموز درگیر اعتراض‌های دموکراسی مکزیک شد.
از ۱۹۵۶ تا ۱۹۵۸ من در مجله "Half Century" و از ۱۹۵۷ تا ۱۹۵۹ با "Seasons" همکاری داشت.
از ۱۹۵۶ تا ۱۹۵۸ در Medio Siglo, و Estaciones به عنوان سردبیر مشغول به کار بود.
نوشته‌های او، درک عمیقی از مبدأ و توسعه فرهنگ مردمی مکزیک را نشان می‌دهند.
او به عنوان یک منتقد فیلم، یکی از عناصر طلایی سینمای مکزیکی محسوب می‌شود.

## آثار ادبی
از سال ۱۹۶۲ تا ۱۹۶۳ و ۱۹۶۷ تا ۱۹۶۸ مونسیویس در مرکز نویسندگان مکزیک همکاری داشتد.در سال ۱۹۶۵، او در مرکز مطالعات بین‌المللی دانشگاه هارواردحضور یافت. در سال ۱۹۶۹ مونسیویس دو مقاله اول خود را منتشر کرد: "شاهزادگان و قدرت" (به انگلیسی: "Princedoms and powers") و "ویژگی‌های فرهنگ ملی" (به انگلیسی: "Características de la cultura nacional").
در سال ۱۹۸۲، او همچنین کتابی به نام «کاترینیزای جدید برای سرخپوستان» یا Nuevo catecismo para indios remisos را نوشت، که درک و کتکیزم را دربارهٔ بومیان مکزیک را روایت کرد.
در سال ۱۹۹۲، مونسیویس یک بیوگرافی در مورد فریدا کالو به نام فریدا کالو: یک زندگی، یک اثر را منتشر کرد.
علاوه بر این کتاب‌ها، مونسیویس چندین گلچین ادبی از جمله شعرهای مکزیکی و یک زندگی‌نامه دربارهٔ جورج کوستا نوشت. او همچنین در سال ۲۰۰۲ کتابی در مورد آمدوو نروو نوشت.

## فعالیت سیاسی
او به عنوان یک فعال برای مواضع چپ‌گرانه اش شناخته شده بود.
او از حامیان ارتش آزادی‌بخش ملی زاپاتیستا بود و در در سال ۱۹۹۴، از جانب مهاجران بومی مکزیک، از شورش‌های چیپاس زاپاتیست‌ها حمایت کرد؛ و به همراه خواننده پرتغالی ژوزه ساراماگو ز اردوگاه‌های شورشی در چیاپاس بازدید کرد.

## زندگی و مرگ
مونسیویس برای سال‌ها با فیبروز ریه مبارزه کرده و در سال‌های اخیر با کپسول اکسیژن دیده می‌شد. او در ۱۹ ژوئن ۲۰۱۰ میلادی در سن ۷۲ سالگی درگذشت.

## زندگی شخصی
مونسیویس هرگز ازدواج نکرد و هیچ فرزندی نداشت. او در یک خانه کوچک دو طبقه در مکزیکو سیتی زندگی می‌کرد.
و به جای فرزند از ۱۳ گربه‌ای که داشت نگهداری می‌کرد.
و اوقات فراغت خود را با خواندن و فیلمبرداری می‌گذراند و از آن‌ها لذت می‌برد.

## کتابشناسی
تاریخی'
- Días de guardar (1971)
- Amor perdido (1976)
- De qué se ríe el licenciado (una crónica de los 40) (1984)
- Entrada libre. Crónicas de la sociedad que se organiza (1987)
- Escenas de pudor y liviandad (1988)
- Luneta y galería (Atmósferas de la capital 1920-1959) (1994)
- Los rituales del caos (1995)
- «No sin nosotros". Los días del terremoto 1985-2005 (2005)

نوشتارها
- Características de la cultura nacional (1969)
- Principados y potestades (1969)
- «Notas sobre la cultura mexicana en el siglo XX" en Historia General de México (1976)
- El Crimen en el cine (1977)
- Cultura urbana y creación intelectual. El caso mexicano (1981)
- Cuando los banqueros se van (1982)
- Confrontaciones (1985)
- El poder de la imagen y la imagen del poder. Fotografías de prensa del porfiriato a la época actual (1985)
- Historias para temblar: 19 de septiembre de 1985 (1988)
- El género epistolar. Un homenaje a manera de carta abierta (1991)
- Sin límite de tiempo con límite de espacio: arte, ciudad, gente, colección de Carlos Monsiváis (1993)
- Rostros del cine mexicano (1993)
- Por mi madre, bohemios I (1993)
- El teatro de los Insurgentes: 1953-1993 (1993)
- Los mil y un velorios. Crónica de la nota roja (1994)
- Cultura popular mexicana (1995)
- Aire de familia. Colección de Carlos Monsiváis (1995)
- El bolero (1995)
- Recetario del cine mexicano (1996)
- Diez segundos del cine nacional (1996)
- Del rancho al internet (1999)
- Aires de familia. Cultura y sociedad en América Latina (2000)
- Las herencias ocultas del pensamiento liberal del siglo XIX (2000)
- Las tradiciones de la imagen: notas sobre poesía mexicana (2001)
- Protestantismo, diversidad y tolerancia (2002)
- Bolero: clave del corazón (2004)
- Las herencias ocultas de la Reforma Liberal del Siglo XIX (2006)
- Imágenes de la tradición viva (2006)
- Las alusiones perdidas (2007)
- El estado laico y sus malquerientes (2008)
- El 68, La tradición de la resistencia (2008)

زندگی‌نامه
- Carlos Monsiváis (Autobiografía) (1966)
- Celia Montalván (te brindas voluptuosa e impudente) (1982)
- María Izquierdo (1986)
- Luis García Guerrero (1987)
- José Chávez Morado (1989)
- Escenas mexicanas en la obra de Teresa Nava (1997)
- Salvador Novo. Lo marginal en el centro (2000)
- Adonde yo soy tú somos nosotros. Octavio Paz: crónica de vida y obra (2000)
- Novoamor (2001)
- Yo te bendigo, vida. Amado Nervo: crónica de vida y obra (2002)
- Leopoldo Méndez 1902-2002 (2002)
- Carlos Pellicer: iconografía (2003)
- Annita Brenner: visión de una época (2006)
- Frida Kahlo (2007)
- Rosa Covarrubias: una americana que amó México (2007)
- Pedro Infante: las leyes del querer (2008)

روایت
- Nuevo catecismo para indios remisos (1982)

کتاب‌های دیگر (همکاری)
- "Historia General de México" (1972)/ دانشگاه مکزیک
- Frida Kahlo. Una vida, una obra (1992) / رافائل واژکو بیود
- A través del espejo: el cine mexicano y su público (1994) / کارلوس بنفیل
- Parte de guerra. Tlatelolco 1968. Documentos del general Marcelino García Barragán. Los hechos y la historia (1999) / خولیو شییرر
- Parte de Guerra II. Los rostros del 68 (2002) / خولیو شییرر
- Tiempo de saber (2003) / خولیو شییرر
- El centro histórico de la Ciudad de México (2006) / فرانسیس آلیاس
- El viajero lúgubre: Julio Ruelas modernista, 1870-1907 (2007) /آنتونیو سابوریت و ترزا دل کنده
- El hombre de negro (2007) / هیلیوفلورس

گلچین‌های ادبی
- La poesía mexicana del Siglo XX (1966)
- Poesía mexicana II, 1915-1979 (1979)
- A Ustedes Les Consta. Antología de la Crónica en México (1980)
- Lo fugitivo permanece. 21 cuentos mexicanos (1984)
- La poesía mexicana II, 1915-1985 (1985)

ترجمه‌ها
- Mexican postcards (1997) / جون کرانیااسکاس.
- A new catechism for recalcitrant indians (2007) / جفری بریتیت و نیدیا اسپرانزا کاستریلن.
- Obřady chaosu (2007) / مارکتا ریبوا.

## جایزه‌ها
وی همچنین برندهٔ جوایزی همچون کمک‌هزینه گوگنهایم شده‌است.